# Paul Choffat
Léon Paul Choffat (Porrentruy (Suiça), 14 de Maio de 1849 — Lisboa, 6 de Junho de 1919) foi um geólogo, especialmente estratígrafo e paleontologista, que se distinguiu como pioneiro do estudo da paleontologia dos terrenos jurássicos e da geografia física de Portugal. Tendo iniciado a sua carreira como professor agregado de paleontologia animal da Escola Politécnica Federal de Zurique, a partir de 1878 fixou-se em Portugal, onde realizou a maior parte da sua carreira científica e onde faleceu. É considerado um vulto incontornável na Geologia de Portugal, mantendo alguns dos seus estudos relevância para o conhecimento da geologia portuguesa.

## Biografia
Natural de Porrentruy, cantão de Jura, na Suíça francófona, oriundo de uma família de Soubey (Jura), realizou o seus estudos primários e secundários na sua terra natal. Terminado o ensino secundário, partiu para Besançon, França, onde se empregou numa casa bancária.
Durante a sua permanência em Besançon integrou-se na intelectualidade local estabelecendo amizade com diversos naturalistas e desenvolvendo um grande interesse pela Geologia. Foi membro da prestigiada Société d'Émulation du Doubs. Em 1871 regressou à Suiça e no ano seguinte matriculou-se no curso de Química e Ciências Naturais da Escola Politécnica Federal de Zurique e da Universidade de Zurique. Durante os seus estudos interessou-se particularmente pela Paleontologia, sendo aluno, entre outros, dos professores Arnold Esher von der Linth e Albert Heim.
Concluído o curso em 1876, a maneira distinta e brilhante como se houve na frequência do curso, comprovada pelas altas provas de consideração que recebeu dos seus professores, conduziu à honrosa nomeação, naquele mesmo ano, para professor agregado de Paleontologia Animal na Escola Politécnica Federal de Zurique, onde estudara. Iniciou então um percurso de investigação no campo da paleontologia, à qual se passou a dedicar a tempo inteiro, aplicando os anos iniciais da sua carreira ao estudo dos terrenos jurássicos da França e Suíça, matéria em que se tornou especialista. Neste período conheceu numerosos geólogos e paleontólogos, contactos que manteve durante toda a sua vida científica.
Durante o Congresso Internacional de Geologia, realizado em Paris em 1878, conheceu o geólogo português Carlos Ribeiro (1813—1882), presidente da Comissão Geológica do Reino, que o convidou a visitar Portugal com o fim especial de estudar a estratigrafia dos terrenos jurássicos. Tendo em conta que ao tempo sofria de faringite crónica e que fora aconselhado a fazer uma cura num clima seco e soalheiro, decidiu aceitar o convite, chegando a Lisboa em Outubro de 1878, propondo-se permanecer em Portugal por três meses, o tempo suficiente para curar a doença de que sofria. Contudo, acabaria por permanecer em Portugal cerca de quarenta anos, até ao fim da vida, iniciando um percurso de investigação sobre a geologia de Portugal que o notabilizaria.
Trabalhando durante muitos anos como investigador independente, já que apenas em 1883 foi oficialmente contratado como geólogo para a Comissão Geológica do Reino (organismo precursor dos Serviços Geológicos de Portugal). Dedicou-se inicialmente ao estudo das formações do Mesozóico, mas foi depois alargando a sua área de interesse, realizando múltiplos trabalhos de geologia aplicada, incluindo a pesquisa e caracterização de águas minerais das regiões mesozóicas e estudos sobre a tectónica da região oeste da Península Ibérica. Também se dedicou ao estudo das estruturas líticas da Pré-História, matéria em que foi em muitos aspectos pioneiro em Portugal.
Também se dedicou à cartografia geológica, sendo um dos autores da carta geológica do país, à escala  1:500 000, publicada em 1899, que veio a substituir a que tinha sido publicada em 1876 por Carlos Ribeiro e Nery Delgado. Desempenhou papel de relevo na elaboração desta carta, um dos melhores trabalhos da cartografia geológica portuguesa, colaborando intensamente com Nery Delgado, o engenheiro militar que à época presidia à Comissão Geológica e chefiava a Secção dos Trabalhos Geológicos. Os estudos cartográficos que então realizou permitiram-lhe publicar uma carta tectónica e uma carta hipsométrica do território português. Na memória que acompanha a carta hipsométrica inclui um conjunto de estudos sobre a geografia física do território português, ainda hoje considerada relevante. Para além dos trabalhos de temática portuguesa, no período anterior à sua vinda para Portugal, publicou diversos trabalhos referentes à paleontologia e estratigrafia dos terrenos jurássicos franceses e suíços, entre os quais são dignos de menção os trabalhos que integram a obra Esquisse du callovien et de l'oxfordien dans le Jura méridional : suivie d'un supplément aux couches à ammonites acanthicus dans le Jura occidental, originalmente publicados nos tomos III e IV dos anais da Sociedade Geológica de França.
As centenas de estudos realizados por Paul Choffat sobre a geologia portuguesa cobrem uma grande diversidade de temáticas, desde as formações secundárias de Portugal, até à hidrogeologia e à tectónica, passando por diversos aspectos da geotecnia (ao tempo encarada como geologia aplicada). Entre as várias publicações da sua autoria, estão incluídos três estudos gerais de grande relevância para o conhecimento da geologia de Portugal, um sobre o Jurássico e dois sobre o Cretáceo:
- Étude stratigraphique et paléontologique des terrains jurassiques du Portugal - Le Lias et te Dogger au Nord du Tage (1880);
- Recueil de Monographies stratigraphiques sur le système crétacique da Portugal - 1er. étude - Contrées de Cintra, de Bellas et de Lisbonne (1885);
- Récueil de Monographies Stratigraphiques sur le système crélacique - 2éme. étude - Le crétacique au Nord du Tage (1900).

Naquelas obras estabeleceu a classificação estratigráfica das formações sedimentares portuguesas, descrevendo as respectivas faunas, composição litológica e fácies. Outra obra pioneira é o ensaio intitulado Essai sur la Tectonique de la Chaîne de l'Arrabida (1908), recentemente republicado.
Nas monografias que publica sobre as formações sedimentares portuguesas cria o Lusitaniano, descreve os andares Bathoniano e Senoniano e faz a separação entre o Trias e o Infralias. Neste contexto é de relevar a criação do andar Lusitaniano para o conjunto estratigráfico Oxfordiano superior e Kimmeridgiano, temporariamente aceite e ainda frequentemente referido. Definiu também o andar que designou por Belasiano (entretanto caído em desuso), representado na região de Belas, arredores de Lisboa, constituído por margas e calcários com uma série siliciclástica na base, correspondente a parte do Cenomaniano.
O prestígio de que gozou dentro e fora de Portugal levou a que fosse homenageado na nomenclatura paleontológica, com Choffatella, um género de foraminíferos, e Choffatia, um género de amonites. Entre outras é epónimo das espécie Perisphinctes cf choffati, uma amonite, e Callavia choffati, uma trilobite.
No campo da geotecnia elaborou um estudo para a perfuração do Túnel do Rossio, considerado um trabalho pioneiro à época, e era frequentemente consultado sobre trabalhos que se relacionavam com a geologia, dando parecer sobre a melhor maneira de executar as obras. Dirigiu as sondagens feitas nos maciços cretácicos de Abelheira e de Pedra Furada (Sabugo), permitindo encontrar caudais de águas subterrâneas a 330 e 380 metros de profundidade e a sua obra sobre as águas minerais das regiões mesozóicas é considerada um excepcional trabalho de hidrologia baseado na geologia.
Um campo ao qual dedicou particular atenção foi à publicação de cartas geológicas, colaborando com Nery Delgado no levantamento geológico do território português que está na origem da carta geológica publicada em 1899 e substituiu a que tinha sido publicada em 1876 por Carlos Ribeiro e Nery Delgado. Além disso elaborou diversas cartas regionais, entre as quais a dos arredores de Leiria, da Arrábida, das serras de Buarcos-Verride e de Montejunto. Embora não tenham sido publicadas elaborou diversas cartas geológicas na escala 1:20 000 e quando faleceu tinha em preparação uma Description géologique du Portugal, para a qual havia recolhido já muitos dados.
Considerado um homem “rijo de físico e de temperamento (…) audacioso nas suas explorações geológicas (…) vivendo só para os seus estudos científicos”, apesar de se ter integrado na sua pátria de adopção, tornando-se nela uma individualidade de prestigio consagrado e um dos vultos que no domínio da ciência mais assinalados serviços prestou a Portugal, o seu relacionamento com os colegas portugueses não foi dos melhores, sendo por isso considerado algo solitário no seu trabalho científico. Apesar de ter trabalhado cerca de 40 anos em Portugal, não deixou discípulos, a não ser os colectores da Comissão Geológica e o engenheiro militar e geólogo Pereira de Sousa, com quem mais tarde parece ter-se também incompatibilizado. O seu relacionamento com o serviço geológico degradou-se após o falecimento de Nery Delgado, ocorrido em 1908, o que o tornou cada vez mais crítico em relação ao rumo que a instituição tomou. Em consequência, após o falecimento de Paul Choffat os herdeiros retiraram dos serviços todo o seu espólio científico, cuja maior parte apenas regressou a Portugal na década de 1940, por intermédio dos bons ofícios da Sociedade Geológica de Portugal.
Integrou numerosas comissões no âmbito do Congresso Internacional de Geologia, possuía honrosos títulos científicos e o seu nome foi atribuído a numerosos géneros e espécies paleontológicas. Recebeu dos homens de ciência mais iminentes do seu tempo a devida consagração como notável geólogo, sendo de destacar a notável nota biográfica publicada pelo geógrafo alemão Hermann Lautensach aquando do centenário do nascimento de Paul Choffat. Em tradução de José Custódio de Morais, a nota foi republicada nas "Memórias e Notícias" insertas na série de Publicações do Museu Mineralógico e Geológico da Universidade de Coimbra (n.º 25, 1949). Foi também publicada uma biografia da autoria de Ernest Fleury (1878-1958), também suíço e continuador do seu trabalho em Portugal.
Em contraste com o seu relacionamento com os geólogos portugueses, manteve intensa cooperação internacional, sendo membro de múltiplas academias e sociedades científicas. Foi sócio correspondente da Academia das Ciências de Lisboa, da Real Academia das Ciências de Madrid, da Sociedade Geológica de Londres, da Real Academia das Ciências e Artes de Barcelona, do Instituto de Coimbra, da Academia das Ciências e Belas Artes de Besançon, da Academia das Ciências de Portugal, da Real Sociedade Espanhola de Ciências Naturais de Madrid, da Sociedade de Historia Natural de Basileia, da Sociedade de Geografia de Genebra, da Sociedade de Historia Natural de Toulouse e da Sociedade de Agricultura, Ciências e Artes de Argen. Foi ainda membro da Associação dos Engenheiros Civis Portugueses, da Sociedade de Geografia de Lisboa, da Sociedade Portuguesa de Ciências Naturais, da Sociedade Jurássica de Emulação de Porrentruy e da Sociedade de Emulação do Jura. Foi sócio honorário da Sociedade Belga de Geologia, Paleontologia e Hidrologia, da Sociedade de Física e Historia Natural de Genebra, da Sociedade Helvética de Ciências Naturais, da Sociedade de Química e História Natural de Zurique, da Sociedade Russa de Mineralogia e da Sociedade de Ciências Naturais de Lausanne.
Em 1892 foi feito doutor honoris causa pela Universidade de Zurique e em 1900 recebeu o Prémio Auguste Viquesnel (Prix Auguste Viquesnel) conferido pela Sociedade Geológica de França, na primeira vez que o prestigioso prémio foi dado a um estrangeiro. Foi também distinguido com o grau de comendador da Ordem de Isabel a Católica de Espanha (em 1892) e com o grau de comendador da Ordem de Santiago (em 1896).